# МЦСТ
АО «МЦСТ» (первоначально Московский центр SPARC-технологий) — российская частная компания, специализирующаяся на разработке: универсальных микропроцессоров; микроконтроллеров; управляющих вычислительных комплексов; оптимизирующих и двоичных компиляторов и операционных систем. Имеет опыт разработки супер-ЭВМ «Эльбрус».
АО «МЦСТ» является базовой организацией кафедры информатики и вычислительной техники Московского физико-технического института.
Из-за вторжения России на Украину компания находится под международными санкциями всех стран Евросоюза, США, Великобритании и других стран и в связи с финансовыми трудностями в этой ситуации, с целью сохранить разработчика, правительство приняло решение о приобретении «Росатомом» (структура НПО «Критические информационные системы») 100 % акций компании.

## Профиль
Основная деятельность компании сосредоточена в следующих областях компьютерных технологий:
- исследование и разработка архитектуры микропроцессоров;
- проектирование микропроцессоров на глубоко-субмикронных нормах, микропроцессорных наборов, систем памяти, контроллеров, включая разработку производственной документации для фабрик-изготовителей;
- проектирование компьютеров (отказоустойчивые, многопроцессорные вычислительные комплексы) на базе микропроцессоров собственной разработки в различных классах (сервер, рабочая станция, персональный компьютер) и вариантах исполнения (стационарный, перебазируемый, встроенный, ноутбук);
- проектирование компьютерных модулей и логических устройств;
- проектирование высокоэффективных оптимизирующих компиляторов;
- проектирование двоичных компиляторов;
- развитие возможностей операционных систем, в том числе операционных систем реального времени;
- создание, развитие возможностей и сопровождение операционных систем с интерфейсом Unix (POSIX).

## История
АО «МЦСТ» является правопреемником ТОО «Московский центр SPARC-технологий (МЦСТ)», которое возникло в марте 1992 года на базе коллектива, занимавшегося разработкой «Эльбрус-3» в Институте точной механики и вычислительной техники им. С. А. Лебедева РАН. По словам основателя и бывшего научного руководителя «Московского центра SPARC-технологий» Бориса Бабаяна, финансовую поддержку компании сначала оказывал Дэйв Дитцел (основатель Esperanto Technologies, один из основателей Transmeta).
Позднее при участии Бориса Бабаяна были созданы ещё несколько компаний: «Эльбрус 2000», «Эльбрус Интернейшнл», которые вместе образовывали компанию «Эльбрус МЦСТ». «Эльбрус 2000» создавался, по утверждению Бориса Бабаяна, как дистрибьютор, который торгует техникой и зарабатывает деньги. В «Эльбрус Интернейшнл» были сконцентрированы патенты, в частности на процессор E2K. Компания «Эльбрус МЦСТ» работала как по заказам зарубежных компаний (Sun, Transmeta), так и выполняла работы по заказам правительства России.
В 2004 году в прессе появились сообщения от компании Intel, что компания пригласила несколько групп разработчиков из «Эльбрус МЦСТ», а также UniPro на работу в Intel, в том числе Бориса Бабаяна. При этом, несмотря на заявления Intel о заключении договора о покупке компаний МЦСТ и UniPro, сообщений об исполнении этого договора не появлялось, а обе компании заявили о продолжении работы в качестве независимых организаций:

04 июня 2004 г. АО «МЦСТ» продолжает и будет продолжать проведение работ, связанных с правительственными заказами. Эта задача является приоритетной в планах компании.— Сообщение компании «МЦСТ»

## Санкции
В связи с международными санкциями из-за вторжения на Украину TSMC в феврале-марте 2022 года прекратила производство и отгрузку процессоров в Россию, а предприятие было включено в санкционные списки США, так как компания «участвует в разработке микропроцессоров и суперкомпьютеров для Министерства обороны России».
8 апреля 2022 года компания попала в санкционный список Канады компаний, как оказывающая косвенную или военную поддержку российским военным.
По аналогичным основаниям 15 марта 2022 года компания внесена в санкционные списки всех стран Евросоюза, 5 мая 2022 года компания внесена в санкционный список Великобритании. Также находится под санкциями Швейцарии, Украины и Японии

## Разработки
Вычислительные комплексы:
- SPARC: Эльбрус-90микро (доступен в нескольких исполнениях)
- ELBRUS: Эльбрус-3М1, КМ-4

Микропроцессоры VLIW/EPIC архитектуры «Эльбрус» (Е2К):
- Эльбрус E2K (1891ВМ4Я, техпроцесс 0,13 мкм, 300 МГц, 50 млн транзисторов, до 23 инструкций за такт) 2007
- Эльбрус-S (1891ВМ5Я, техпроцесс 90 нм, 500 МГц, 90 млн транзисторов, 190 мм²) 2010
- Эльбрус-2С+ (1891ВМ7Я, техпроцесс 90 нм, 2 ядра + 4 DSP, 500 МГц, 368 млн транзисторов, 289 мм²) для использования в системах цифровой обработки сигнала, такие как радары, анализаторы изображений и т. п.[16]
- Эльбрус-4С (1891ВМ8Я, техпроцесс 65 нм, 4 ядра, 800 МГц, 986 млн транзисторов, 380 мм²) для использования в серверах, настольных компьютерах, встраиваемых вычислителях[17][18].
- Эльбрус-2СМ (1891ВМ9Я)
- Эльбрус-8С (1891ВМ10Я, техпроцесс 28 нм, 8 ядер, 1300 МГц, 2,73 миллиарда транзисторов, 321 мм²) для серверов и рабочих станций.[19]
- Эльбрус-1С+ (1891ВМ11Я).
- Эльбрус-8СВ (1891ВМ12АЯ, техпроцесс 28 нм, 3,5 миллиарда транзисторов, 8 ядер, 1500 МГц, 16Мб, DDR4-2400 ECC, 350 мм²)
- Эльбрус-32C
- Эльбрус-16С (1891ВМ038)
- Эльбрус-12C (К1891ВМ058)
- Эльбрус-2С3 (К1891КМ068)

Микропроцессоры архитектуры SPARC:
- МЦСТ-R100 (техпроцесс 0,5 мкм, 100 МГц)
- МЦСТ-R150 (1891ВМ1, техпроцесс 0,35 мкм, 150 МГц, 2,8 млн транзисторов, 100 мм²) 2001
- МЦСТ-R500 (1891ВМ2, техпроцесс 0,13 мкм, 500 МГц, 4.9 млн транзисторов, 25 мм²) 2004
- МЦСТ-R500S (1891ВМ3, техпроцесс 0,13 мкм, 2 ядра, 500 МГц, 45 млн транзисторов, 81 мм²) 2007
- МЦСТ-R2000 (1891ВМ018, техпроцесс 28 нм, 2 ядра, 2000 МГц, 45 млн транзисторов, 81 мм²) 2018

Прошли государственные испытания и рекомендован к серийному производству:
- МЦСТ-R1000 (1891ВМ6Я, техпроцесс 90 нм, 8 ядер, 1 ГГц, 180 млн транзисторов, 128 мм²) для использования в мобильных устройствах, встраиваемых системах и высокопроизводительных вычислительных комплексах.